# デペッシュ・モード
デペッシュ・モード（Depeche Mode）は、イングランド出身のロックバンドである。
欧米ではスタジアム級の実績を誇る世界的グループ。ニュー・ウェイヴの旗手として、なおも第一線で活動し続けている。2020年に『ロックの殿堂』入り。

## 概要
メンバーの脱退、アルコール中毒、薬物過剰摂取による自殺未遂などの苦境を乗り越えながらも、30年以上に渡るキャリアと、全世界で約一億枚のシングル・アルバムを売り上げた記録を持つ。その功績・業績に比して日本での知名度は低いものの、2006年のMTVヨーロッパ・ミュージック・アワードの最優秀グループ賞を得るなど、ヨーロッパでの評価と人気は健在である。
バンド名の「デペッシュ・モード」は、フランスのファッション雑誌 "Dépêche mode" から引用したものである。メンバーのゴアは「あわただしいファッションとか、急ぎのファッションとかいう意味だ。発音が気に入ったんだ」とインタビューで答えているが、実際には「ファッションニュース」や「ファッションの最新情報」を意味している。 。

## メンバー

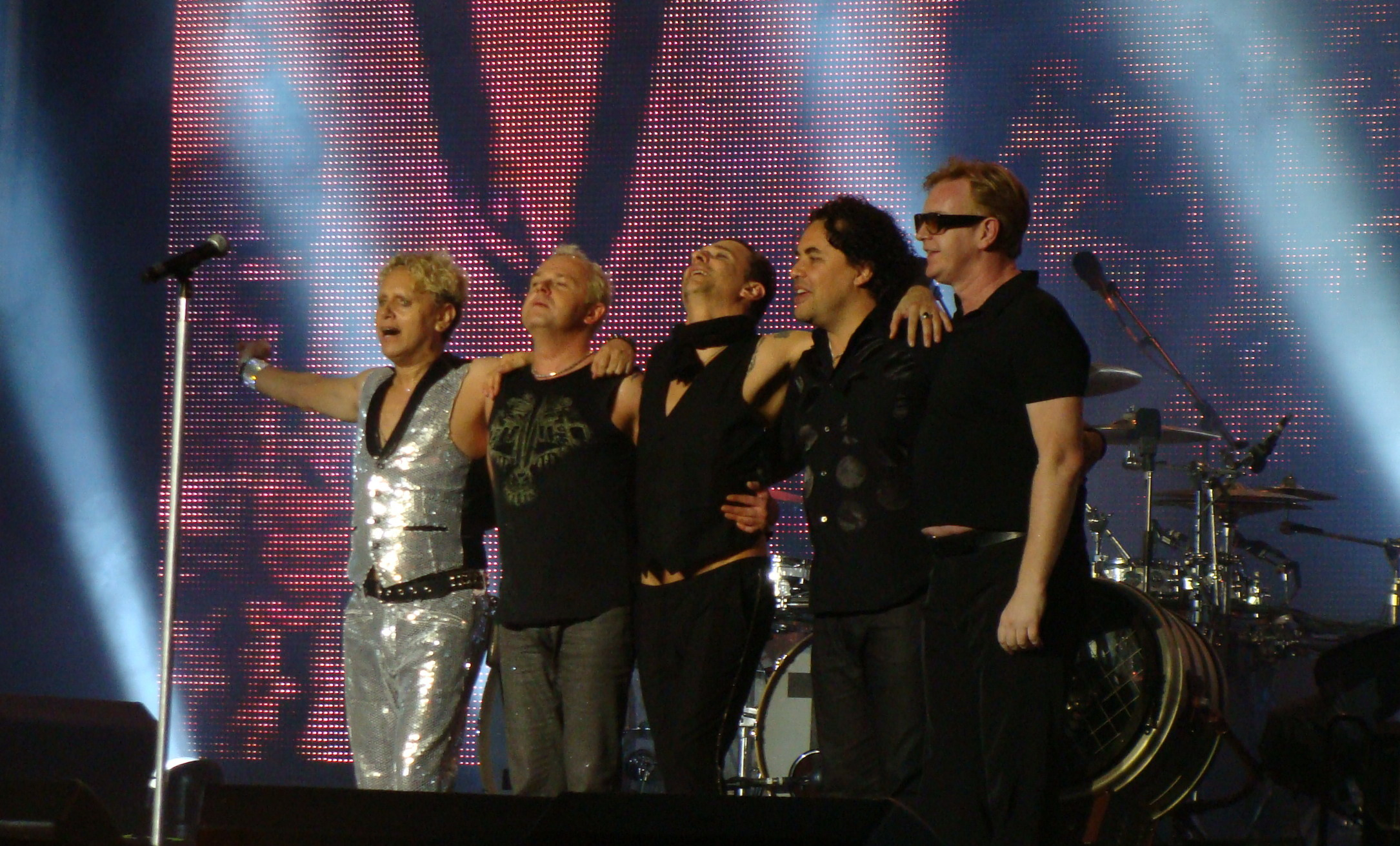
2009年のグループショット

### 現ラインナップ
- デイヴ・ガーン（Dave Gahan） - ボーカル (1980– )
- マーティン・ゴア（Martin Gore） - ギター/キーボード (1980– )

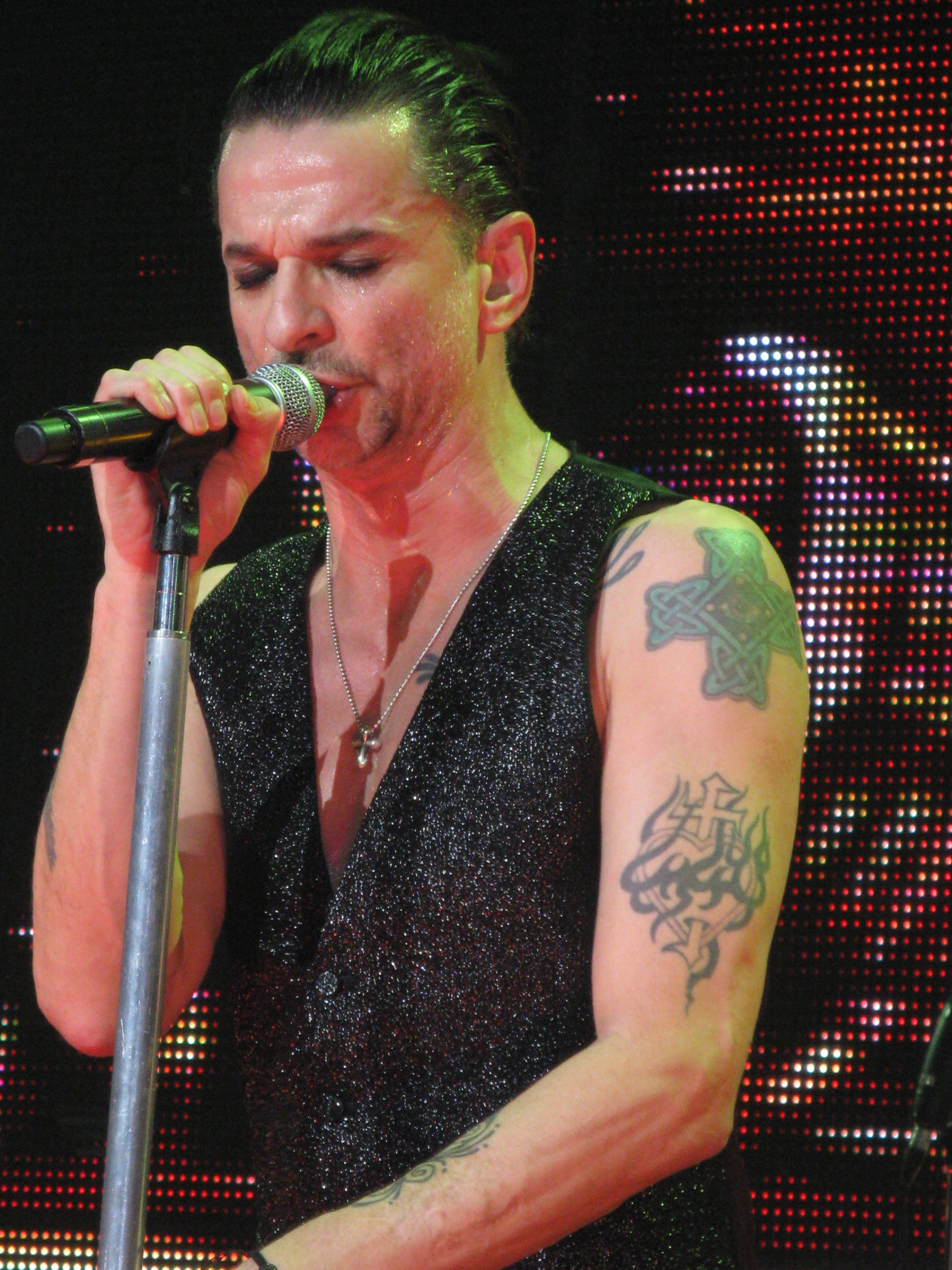
デイヴ・ガーン(Vo) 2010年
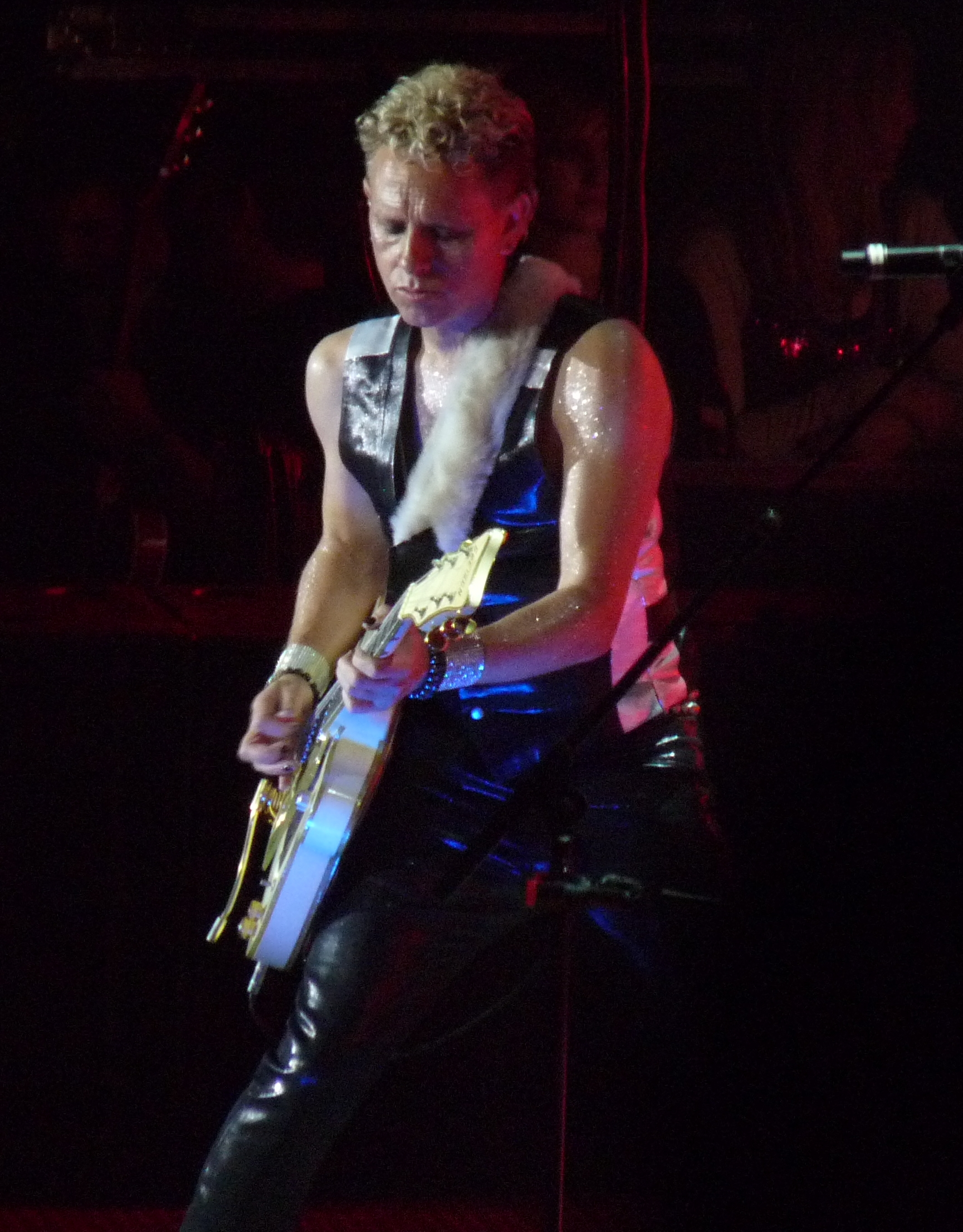
マーティン・ゴア(G/Key) 2009年
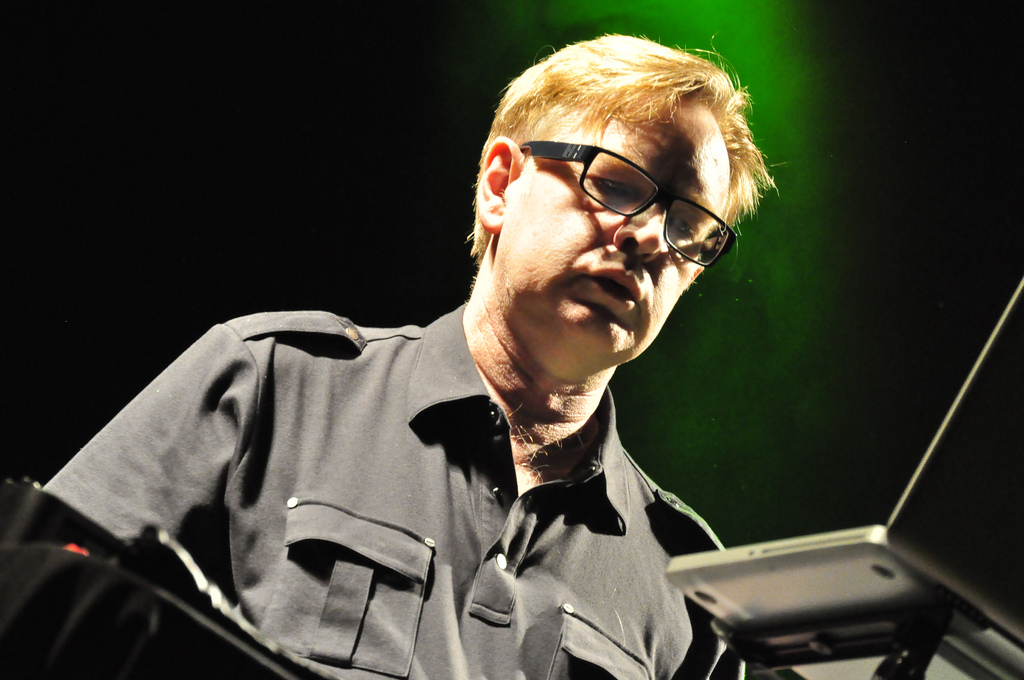
アンディ・フレッチャー(Key/B) 2011年

サポート
- クリスチャン・エイナー Christian Eigner – ドラムス/キーボード (1997– )
- ピーター・ゴーデノ Peter Gordeno – キーボード/ベース (1998– )

### 旧メンバー
- ヴィンス・クラーク（Vince Clarke） - キーボード (1980–1981) ヤズーを経て2011年現在イレイジャーで活動中
- アラン・ワイルダー（Alan Wilder） - キーボード/ドラムス (1982–1995, 2010) ソロ・プロジェクトリコイルで活動中
- アンディ・フレッチャー（Andrew Fletcher） - キーボード/ベース (1980–2022) 愛称：フレッチ

## 来歴

### 結成以前-デビュー
1977年、学生だったフレッチとヴィンスが結成した "No Romance In China" が彼らのバンド活動の始まりである。結成当初フレッチはベース、ヴィンスはヴォーカルとギターを担当していたが、友人のロバート・マーロウがボーカルとして加入した。そのころマーティンはアコースティック・デュオでギターを弾いていた。
1979年、ヴィンスとマーティン、ロバートは友人のポール・レッドモンド（Paul Redmond）を招いて "The French Look" を結成。ボーカルはロバート、マーティンがギター、ヴィンスとポールがシンセサイザーを担当し、後のデペッシュ・モードを思わせる編成となった。ロバート・マーロウとポール・レッドモンドとの活動はここで終わるが、ロバートはミュージシャンとして4年ほど活動し4枚のシングルを出した後、休業。1999年に復帰し『The Peter Pan Effect』というアルバムを出している。
1980年に入りヴィンス、マーティン、フレッチにより "Composition of Sound" が結成。これがデペッシュ・モードの母体となる。結成当初はヴィンスがボーカルとギター、マーティンがキーボード、フレッチがベース担当だったが、やがてヴィンスとフレッチもキーボードに切り替える。そしてヴィンスはデヴィッド・ボウイの『英雄夢語り (ヒーローズ)』のジャム・セッションをしていたデイヴをバンドに招いて、「デペッシュ・モード」の結成となった。
デペッシュ・モードとして公式な最初の楽曲は、サム・ビザールのコンピレーションアルバム『Some Bizarre』に収録された「Photographic」だった。その後のサム・ビザールと所属アーティストの間の諸問題を見た限りでは、ここでデビューまで誘いがかからなかったのは運が良かったと言えよう。なお同コンピレーションに収録したバージョンは『ザ・シングルズ '81-'85』に収録されている。
デビューのきっかけは、彼らのステージを東ロンドンにあるパブ「ブリッジハウス」で見た、ミュート・レコードのダニエル・ミラーに声をかけられたことである。この出会いが、デペッシュ・モード、そしてミュート・レコードの後の運命を変えた。彼らは1981年2月にデビューシングル「Dreaming of Me」を発表。全英チャートで57位を記録する。続いてシングル「New Life」を発表、これが全英チャート11位を記録するスマッシュヒットとなり、3ヵ月後に出した「Just Can't Get Enough」では全英チャート最高8位と着実に成果を出していく。そして満を持して発表したアルバム『ニュー・ライフ』は全英チャート10位を記録し、評論家や雑誌から好意的な評価を得た。時代はニュー・ウェイヴの最盛期であり、その時流に乗った形となる幸先のよい船出であった。

### ヴィンス脱退、アラン加入
しかし、ここで最初の不協和音と困難がバンドを襲う。かねてからプロモーションとツアー活動に不満を漏らしていたヴィンスが1981年に脱退してしまう。作詞作曲を手がけていたヴィンスの脱退はバンドにとってダメージとなったが、『ニュー・ライフ』で「Tora! Tora! Tora!」と「Big Muff」の2曲を手がけたマーティンが代わりに作詞作曲を担当することでバンドを存続させ、この件がマーティンの才能を開花させるきっかけとなった。
ヴィンス脱退後の初のシングルとなった「See You」は過去最高の全英チャート6位を記録。続いて2枚のシングルを出した後『ア・ブロークン・フレイム』を発表。マーティンはヴィンスの持っていたポップセンスと陰りのある作風を引き継ぎ、さらに独自のものへと発展させていった。
やがてバンドは4番目のメンバーを求め、オーディションの結果、当時22歳のアラン・ワイルダーをメンバーとして選んだ。実はこの時、アランは年齢を詐称していたが、問題にはならなかった。1983年に4人編成に戻ってから初のシングルとなる「Get the Balance Right!」を発表。これは後のベスト盤までアルバムには収録されなかった。
続いてアルバム『コンストラクション・タイム・アゲイン』を発表。このアルバムでアランはバンドの音楽性に今までにない要素、金属の打撃音や摩擦音といったインダストリアル・ミュージックの要素を持ち込んだ。
『コンストラクション・タイム・アゲイン』からはバンドの代表曲となる「Everything Counts」がシングルカットされている。この頃から、マーティンの詞には社会の矛盾に対する鋭い批判や意味深なニュアンスが込められるようになってくる。

### 挑戦と挑発、更なる実験
1984年に発表された『サム・グレート・リウォード』は、挑発的な楽曲が込められた作品であり、売り上げも過去最高のものとなる。先行シングルとなった「People Are People」は全英チャート4位、全米チャート13位など欧米でヒット。バンドのイメージを一新する、人種差別と暴力をテーマにしたこの曲は、様々なアーティストがカバーした。アメリカではサイアー・レコードから同名のミニアルバムが発売されている。
またシングルカットされた「Master and Servant」は、詞の内容や鞭の打撃音、鎖の音など当時は公にできなかったSMプレイを想起させる内容となり、アメリカのラジオ局では多くの放送局が曲を流すのを自粛した。またBBCでも一時放送禁止が取り沙汰された。メンバーが黒い皮やエナメルを用いた服装に身を纏い、マーティンが女装をしだしたのもこの時期である。
そして「Blasphemous Rumours」では「自殺を図った少女が命を取り留めるも、キリスト教に目覚めた途端事故で死ぬ」という皮肉に満ちた運命を背景に、神に毒づくという歌詞が問題となり、再びアメリカのいくつかのラジオ局で放送自粛の処置がとられたが、BBCではテレビ番組で歌うことができた。
1985年、初のベスト盤となる『ザ・シングルズ '81-'85』を発表。アメリカでは同時期にCatching Up with Depeche Modeという収録曲が一部異なるベスト盤も発売されている。
1986年に発表されたシングル「Stripped」は、実験作として発表された特異な楽曲であり、続いて発表された『ブラック・セレブレーション』で効果的に使われ、次第に彼らの特色となる立体的でアンビエントを取り入れた音響効果の片鱗を伺わせる作品となった。『ブラック・セレブレーション』はその名の如く歌詞も死や闇といったものからの影響が色濃く出ている作品である。
「A Question of Time」のミュージック・ビデオは、これまでU2やマドンナなど数多くのアーティストの写真を撮り続けてきたアントン・コービンが担当することになった。その後、コービンはデペッシュ・モードのミュージック・フィルムのみならず様々な写真、ステージの演出など多岐に渡りバンドのビジュアル面に関わることになる。

### 大衆向けではない「大衆向け音楽」と「101番目の公演」
1987年に発表された『ミュージック・フォー・ザ・マスィズ』は、マーティンの孤独感や人間関係のすれ違いを表現した歌詞と、アランのオーケストレーションを効果的に使ったシンセサイザーが印象に残るものであった。このアルバムでは初めてデジタル録音を取り入れた。
そして101公演に渡る世界ツアーが始まり、その終わりとなった101回目のライブの地、カリフォルニア州パサデナのローズボウルに6万6千人以上の観客を集めた。この模様はライブアルバム『101〜ライヴ・イン・パサディナ』に収録され、同名のドキュメントフィルムがドキュメンタリー映画作家D・A・ペネベイカーの手によって撮られた。

### キャリアの頂点、そしてバンド崩壊の予兆
1989年、シングル「Personal Jesus」を発表。カントリー・ミュージックやブルースを匂わせるギターフレーズとメロディが注目を浴びる。翌年1990年には「エンジョイ・ザ・サイレンス」を発表。全英6位、全米8位という過去最高の記録を残す。そしてアルバム『ヴァイオレーター』はバンド史上最大のヒット作として記録され、アメリカだけでも350万枚も売り上げている。バンドの楽曲もクオリティを増し、10年間で築き上げてきたデペッシュ・モードの集大成的な作品となった。
ツアー終了後、1991年にヴィム・ヴェンダースの映画『夢の涯てまでも』に「Death's Door」を提供した以外は目立った活動はなかった。
1992年からバンドは次のアルバムに向け活動を再開、録音はスペインで行われたが、街から遠く離れた別荘で行われたため、事実上の監禁状態にあった。そうした中で生まれたシングル「I Feel You」はグランジ・ロックやオルタナティヴ・ロックの影響を色濃く受けたロックナンバーであり、バンドのイメージをさらに一新させるものとなった。加えてデイヴの風貌はかつてのオールバックから長髪に髭を蓄えたものへと変化した。
そしてアルバム『ソングス・オブ・フェイス・アンド・デヴォーション』は、歌詞が宗教的な要素を多く含んでおり、従来のマーティンには見られなかった表現であった。しかし、売り上げという点で言えば「I Feel You」はアメリカのモダン・ロック・チャートで5週連続1位を記録し、『ソングス・オブ・フェイス・アンド・デヴォーション』は売り上げこそ前作『ヴァイオレーター』に及ばなかったものの、イギリス、アメリカ、ドイツなどで1位を記録した。
続けて行われたDevotionalツアーではいくつかのトラブルに見舞われた。デイヴの周辺には素性の怪しい人間が集まるようになる。南アフリカ公演の際、アフリカ系住民の居住区を視察に行ったところ住民の感情を逆撫でしてしまい、襲撃を受ける羽目になってしまう。そして南米公演にはフレッチが参加することを拒否する。理由について後日、一時期情緒不安定になったことを明らかにしている。

### 続けざまのトラブルと、デイヴの自殺未遂
1995年6月、アランがバンドからの脱退を表明する。その理由として、「バンドでの音楽面の貢献に対する自分への敬意が払われていない」と主張した。
同じ年の8月、今度はデイヴが自殺未遂をする。この時点でデイヴは長年の薬物使用による重度の薬物中毒に陥っており、また2番目の妻とも離婚を余儀なくされるなど、治療を要する状態になっていた。
薬物治療を経て回復した矢先の1996年5月28日、親族から電話で懲りずに繰り返すと言われたことに逆上し、ロサンゼルスのホテルの一室でヘロインとコカインの混合物を大量に注射し、手首を切って自殺を図った。偶然、友人がデイヴの滞在していた部屋を尋ね、意識を失ったデイヴを発見し通報、病院へと搬送された。その途中、デイヴの心臓が2分間止まっている。一命は取り留めたものの、2日後に警察に逮捕され、裁判の結果9ヶ月のリハビリを命じられ、これを達成する。以来、長年使用していた薬物と縁を切り、住んでいたロサンゼルスを離れニューヨークへと移った。
さらにマーティンもアルコール依存症に苦しんでいたことが後に雑誌「Q」でのインタビューで判明した。同時に、Devotionalツアー南米公演におけるフレッチの参加拒否の理由が、メンバーがそれぞれ抱えていた問題に対処しきれず悩んだ末に心を病んだことが原因のひとつだったことも判明した。

### 再出発

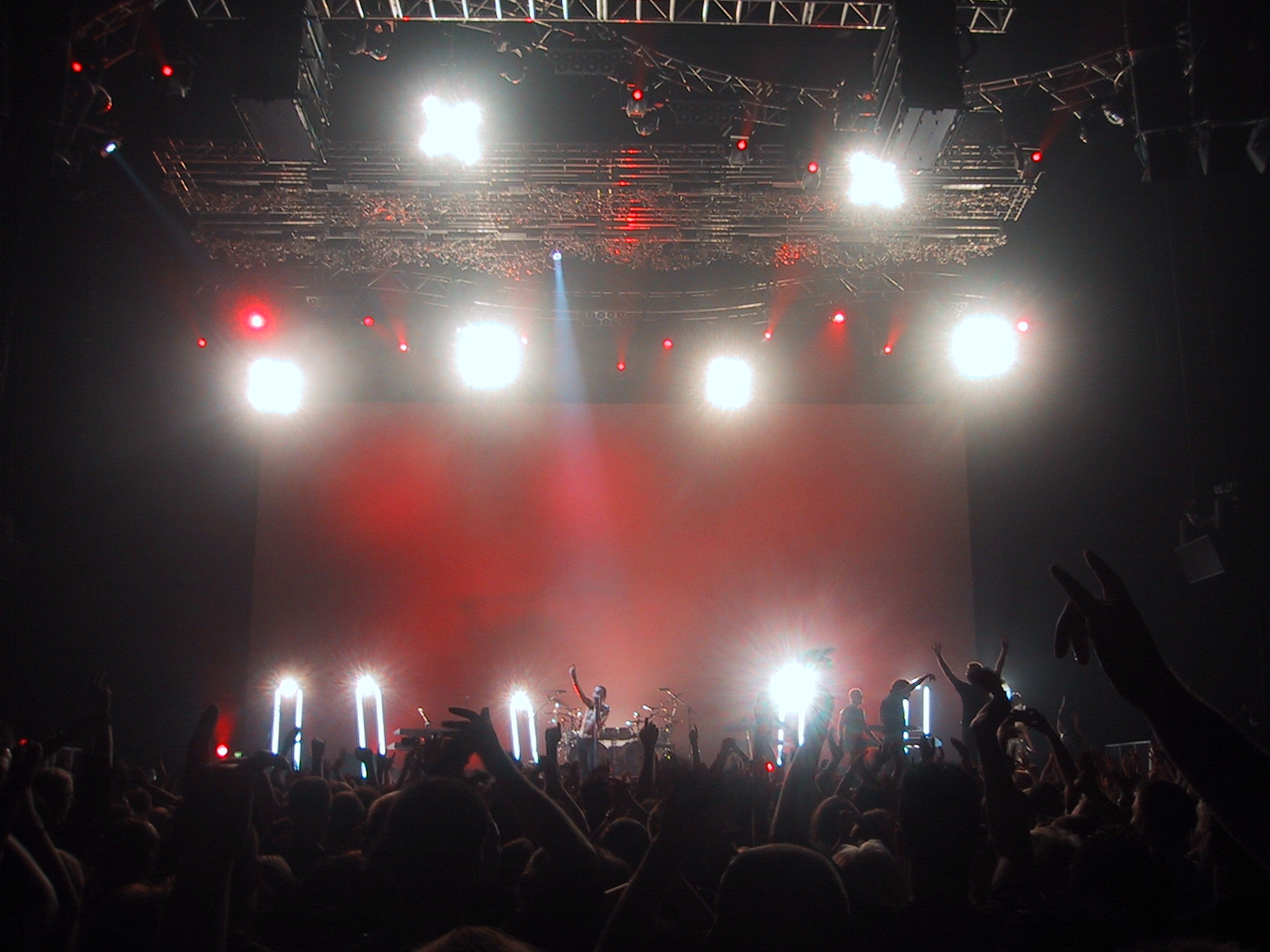
ドイツ・オーバーハウゼン公演 (2001年)

次回作の準備は、一連のトラブルの最中に行われていた。プロデューサーにボム・ザ・ベースのティム・シムノンを招き、作曲も進んでいた。しかしデイヴの自殺未遂とその後のリハビリの影響により、スケジュールは大幅に伸びてしまった。
1997年2月に完成した3人組での再出発アルバム『ウルトラ』は翌1997年4月に発表される。先行シングルの「Barrel of a Gun」はデイヴの過酷な状況を表現した重い歌詞とメロディのロックナンバーで、かつてのメンバーのヴィンスが雑誌「Q」のインタビューの中で当惑する有様であった。しかし英国チャート4位を記録。アルバムも英国チャート1位を記録した。
『ウルトラ』の内容自体は、『ヴァイオレーター』の路線を継承するというコンセプトを取ったのと、ティム・シメノンがアランのかつての仕事を思わせるようなアレンジに徹したアルバムとなった。『ウルトラ』からは「It's No Good」や「Home」などがシングルカットされた。
1998年、2枚目のベストアルバム『ザ・シングルズ '86-'98』を発表。これに合わせシングル「Only When I Lose Myself」も発表している。また最初のベストアルバム『ザ・シングルス '81-'85』も曲を追加して再発され、過去の曲を積極的に選曲したツアーも行われた。
2001年の『エキサイター』では、かつてのLFOの中心メンバーで、ビョークらとの仕事で実績のあるマーク・ベルをプロデューサーに迎える。IDMなど先進的なテクノやハウスの要素を盛り込み、従来のアルバムとは毛色の違うものとなったが、評価は二分されNMEやローリング・ストーンといった雑誌は好意的に受けとったが、多くのメディアが否定的な見解を見せた。売り上げは340万枚。

### 軌道修正

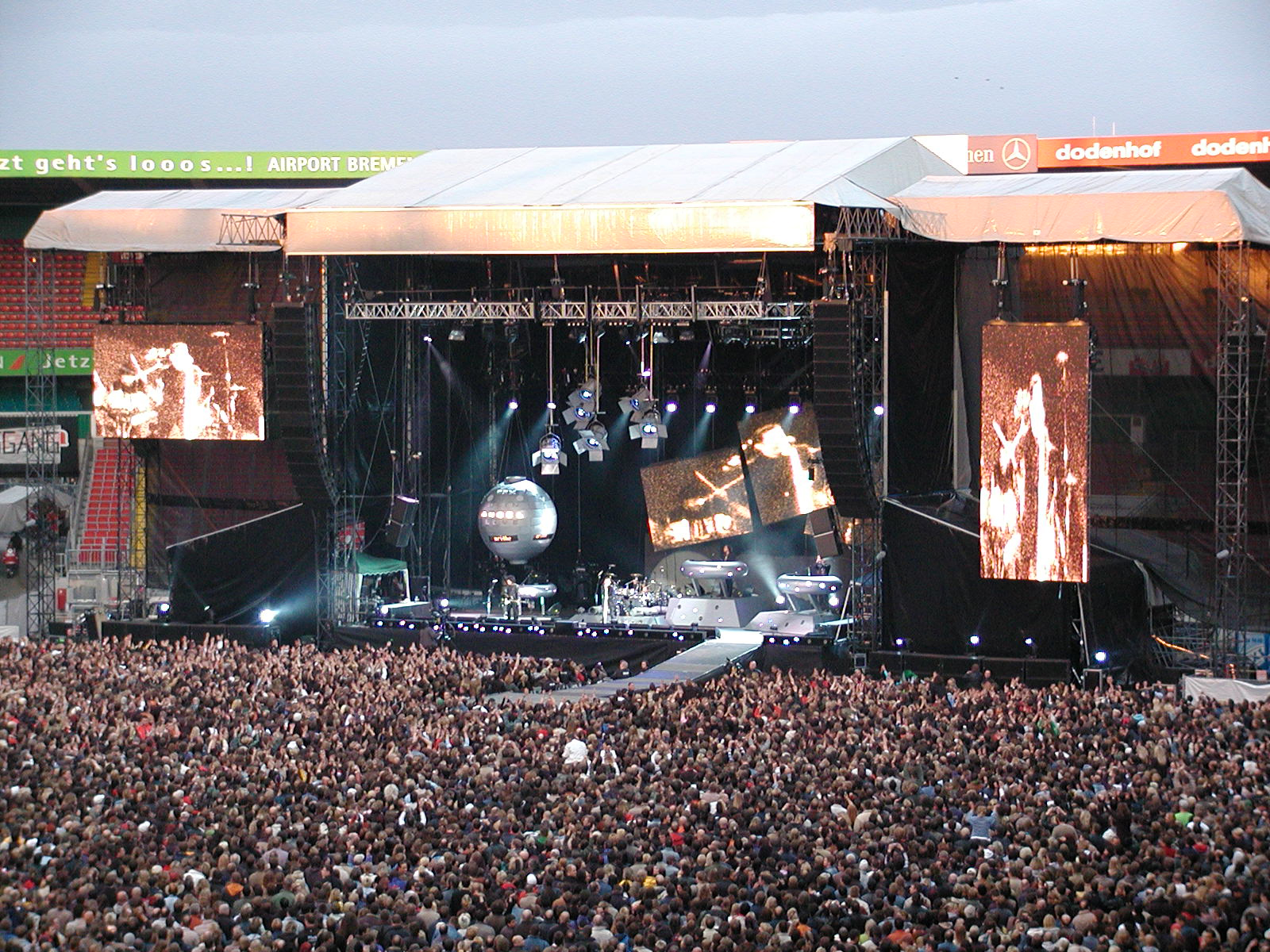
ドイツ・ブレーメン公演 (2006年6月)

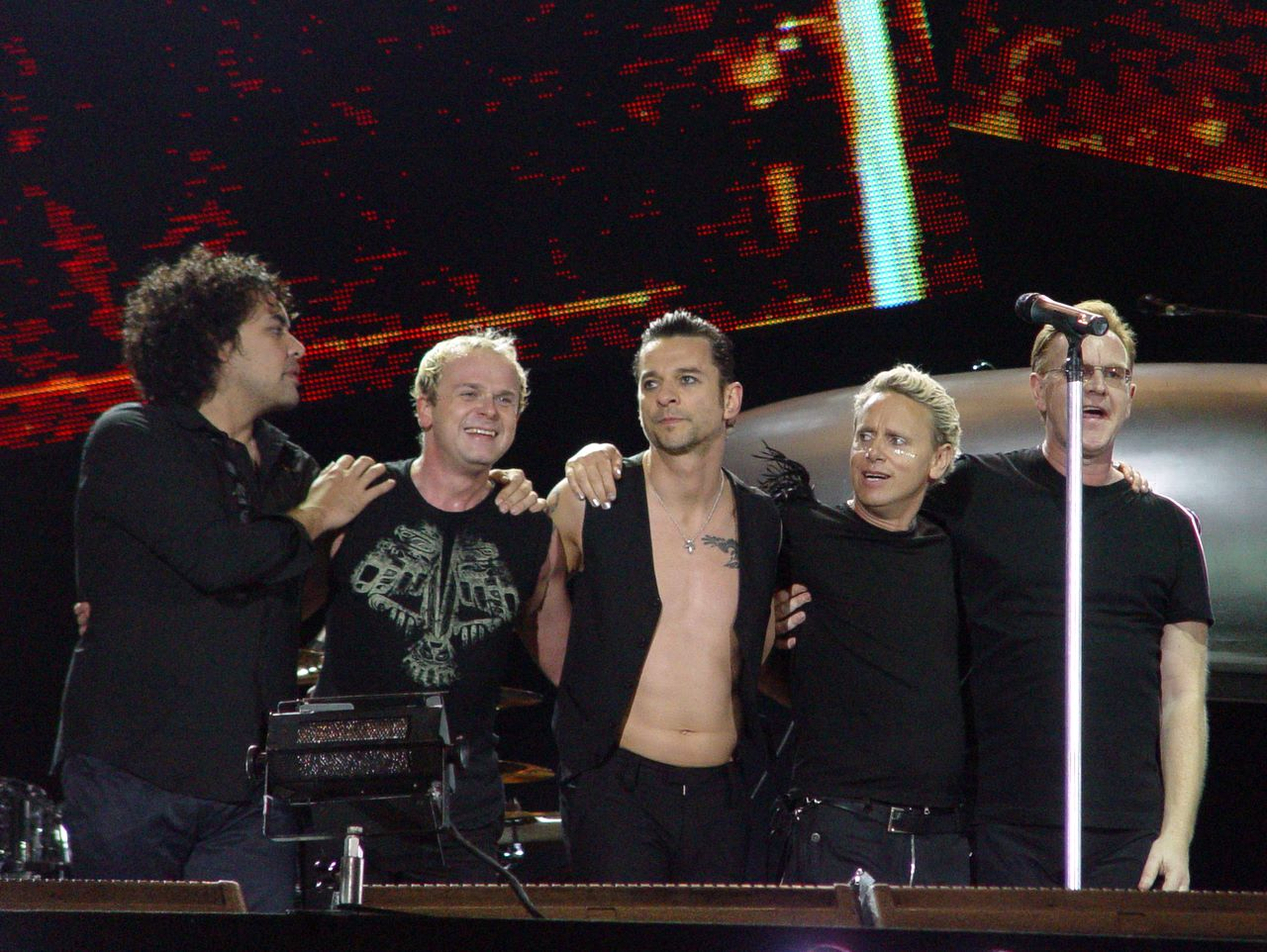
2006年のグループショット

2003年、デイヴ、マーティンはそれぞれソロ作品を発表する。特にデイヴは自ら作詞作曲にチャレンジしたことから、一部からはバンド解散が危惧された。一方フレッチは自らのレーベル「トースト・ハワイ」を立ち上げ、クライアントという女性エレクトロデュオをプロデュースした。
2004年、シングルのカップリングに収録されていたリミックスを集めた『リミックス 81-04』を発表。ただし、全てのリミックスを網羅していない。
デイヴのソロで生じた一部の懸念を吹き払うかのように、2005年に入りバンドが新作『プレイング・ジ・エンジェル』の製作に取り掛かったことが公表される。プロデューサーはブラーの『シンク・タンク』などを手がけたベン・ヒリアー。
ヒリアーは特にデペッシュ・モードに思い入れがなく、単なるいちバンドのプロデュースに徹したが、これが功を奏し、『エキサイター』で混乱したバンドの音楽性を修正すると共に、かつての色を取り戻すことができ、なおかつデイヴの作曲能力も優れていると評価する声は多いが、逆に『エキサイター』を評価したローリング・ストーンなどのメディアやライターは批判的に見ている。
売り上げは全米では『エキサイター』を僅かに下回ったが、全世界的に見ると360万枚に達するなど一定の成果を見せた。続いて行われた"Touring The Angel"ツアーは欧米をめぐり、約250万人の動員を記録した。
2006年からは過去のアルバムのリマスターがSA-CD（ハイブリッド）とDVDのセットで逐次発売され、2007年3月で『プレイング・ジ・エンジェル』を含む全てのオリジナル・アルバムがリマスター化された。また3枚目のベストアルバム『ザ・ベスト・オブ・デペッシュ・モード VOL. 1』が発表され、これに収録された新曲「Martyr」もシングルカットされている。一方でマーティンはDJとして各地を回っている。
2006年には輝かしい記録を作っている。音楽配信サイト7digital.comの2006年度年間売り上げのトップアーティストとしてデペッシュ・モードがランクインされたほか、MTVヨーロッパ・ミュージック・アワードにおいて最優秀グループ賞を獲得した。MTVでの受賞のスピーチはフレッチが行った。
2007年はデイヴの2作目のソロ作品が発表された。マーティンに続き、フレッチもDJとして世界各地に足を運んでいる。

### サウンズ・オブ・ザ・ユニヴァース

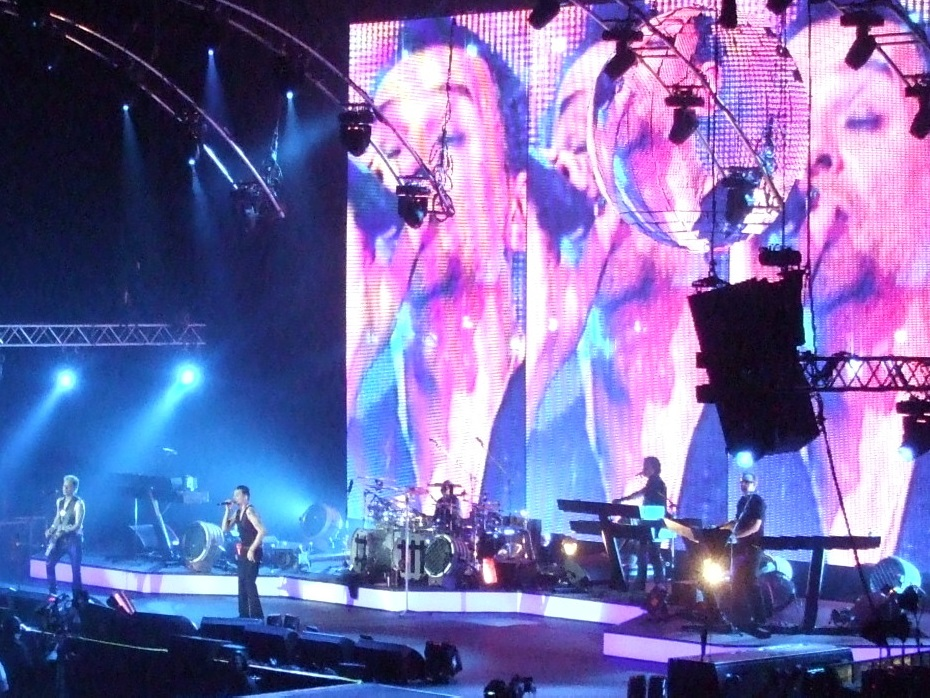
UK.ロンドン公演 (2009年12月)

2008年、バンドが次作の収録の為スタジオ入りしたことが公式ホームページなどで報じられる。プロデューサーは前作と同じくベン・ヒリアー。2009年には春からのツアーの予定が発表され、続いてアルバム名『サウンズ・オブ・ザ・ユニヴァース』とトラックリストが明らかになり、（イギリスで）4月20日にリリースされることが決まった。なお、アメリカでは長く所属していたワーナー・ミュージック・グループ（サイアー・レコードおよびリプリーズ・レコード）を離れ、ミュートと同じEMIグループのヴァージン・レコード/キャピトル・レコードからのリリースとなった。
アルバムはマーティンがeBayなどネットオークションで買い集めていたヴィンテージ・シンセサイザーを多く用いることで、より幅の広いサウンドを作り出すことができた。
2月9日に収録曲の一つである 「Fragile Tension」 のリークがあり、デイヴは後のインタビューでリークされたのはまだ最終バージョンではない未完成版と語った。だが3月26日にはフルアルバムがリークするという事態になってしまった。
『サウンズ・オブ・ザ・ユニヴァース』発売後、イスラエルを皮切りに東欧、西欧、そして南北アメリカと続く大規模なツアー Tour Of The Universe が開始された。しかし初日のイスラエル公演直後デイヴが不調を訴え、直後のギリシャ公演が中止となった。さらにイギリスに戻ったデイヴが精密検査を受けたところ、膀胱から悪性腫瘍が発見されたため、その摘出と静養のため、また代替のスケジュールがとれないとして東欧諸国の公演と各地のロックフェスティバルへの出演が全て中止となった。ツアーはドイツのライプツィヒ公演から再開されている。
2010年2月17日、バンドはTeenage Cancer Trustに協賛し、ロイヤル・アルバート・ホールにてチャリティ・コンサートを開催した。このコンサートでは事前にゲストが登場すると予告されていたが、アンコールの一曲目で1995年にバンドを脱退したアランが登場、「Somebody」でピアノを弾き、ファンを沸かせた。

### デルタ・マシーン

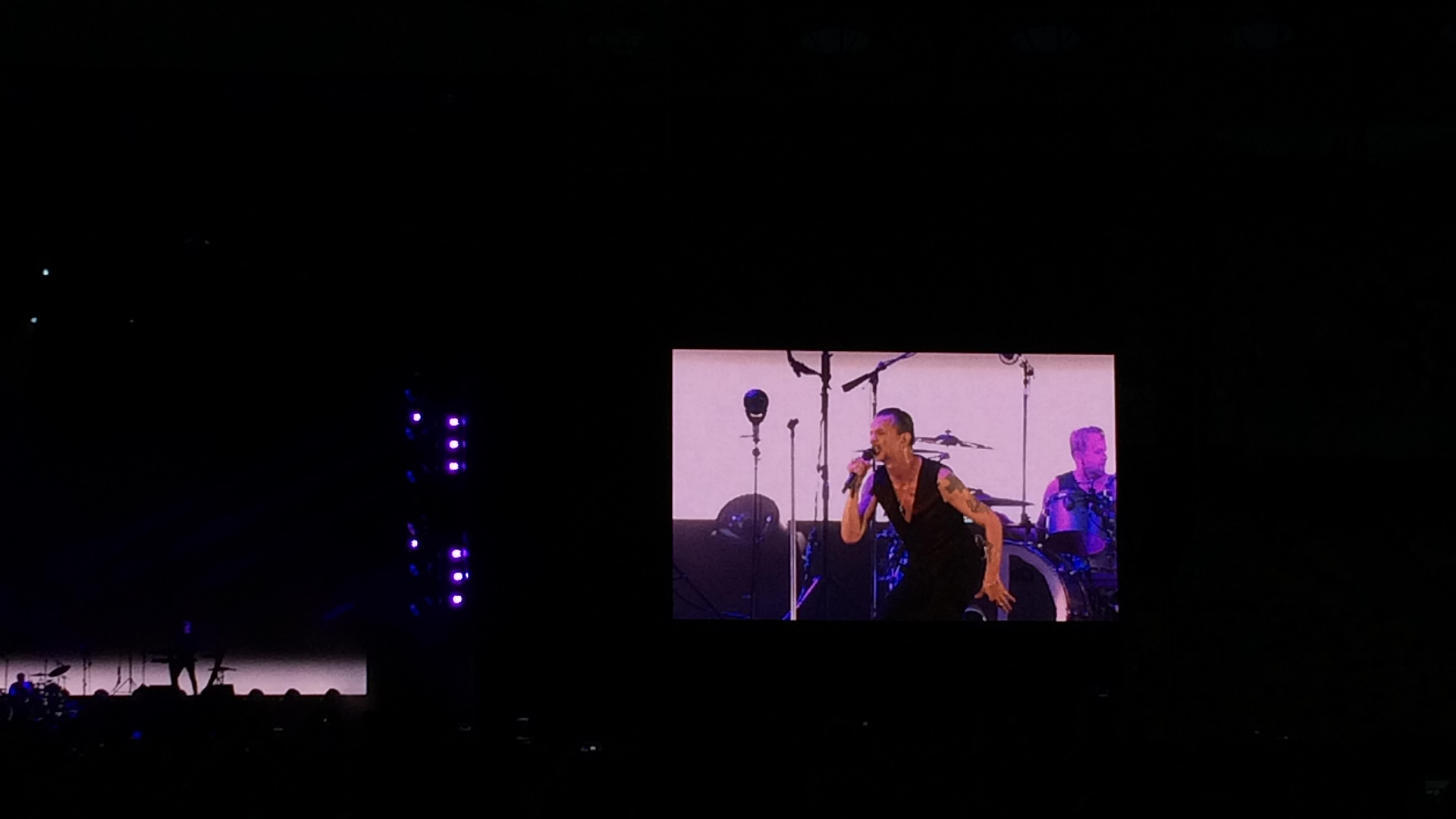
ウクライナ・キーウ公演 (2017年7月)

2012年12月11日、バンドはコロムビア・レコードと全世界における契約を結んだと発表した。2013年3月、通算13枚目のアルバム『デルタ・マシーン』をリリース（イギリスでは25日、アメリカでは26日）。

### スピリット
2017年3月、通算14枚目のアルバム『Spirit』をリリース。プロデューサーにはアークティック・モンキーズやゴリラズなどを手掛けたジェームズ・フォードを起用。当時の激動する世界の政治情勢の影響を受けた作品であり、デイヴは後に「このアルバムの制作とツアーで、デペッシュ・モードとしてやれることはもうすべてやりきったという感慨を持った」と述べている。
ファンも本作を以ってデペッシュ・モードは終焉になるのではないかという危惧を抱き、ツアーファイナルとなったベルリン公演では「CU」と書かれたプラカードが客席の方々から掲げられた。
このベルリン公演は後に『スピリット・イン・ザ・フォレスト』と題して映画化されている。監督はバンドと親交の深いアントン・コービンが務めた。
2021年、デイヴが4作目となるソロアルバムを発表。

### アンディ・フレッチャーの死
2022年5月27日、デペッシュ・モードの公式Twitterは5月26日、フレッチが亡くなったと発表。また「Rolling Stone」オンライン版でもフレッチの死を伝えている。享年60。フレッチの訃報に接し、ペット・ショップ・ボーイズ、OMD、ソフト・セルがFacebook上で哀悼の意を表している。
フレッチの訃報を受け、デイヴとマーティンは「本当にフレッチ抜きでこのままデペッシュ・モードを続けるのか」と話し合った末、バンド続行を決めた。2022年10月4日にベルリンで開かれたアルバム発表の記者会見でマーティンは「デペッシュ・モードの継続こそがフレッチの望んでいることだと確信している」、デイヴも「フレッチの代わりを探すつもりはない。代わりなど存在しない」とコメントした。

### メメント・モリ
2023年3月24日、通算15枚目のアルバム『Memento Mori』をリリース。フレッチの逝去により、デイヴとマーティンの2人体制となって以降、初の作品となる。プロデューサーには前作に引き続きジェームズ・フォードを、そしてエンジニアには新たにマルタ・サローニを起用。
2019年ごろからマーティンは新作に向けた曲作りに取り掛かっていたが、デイヴは『Spilit』での達成感からデペッシュ・モードの再始動には消極的だった。しかし2021年のソロ活動を経たことで、バンドのアルバム制作へ前向きになれたという。
制作の過程で直面した新型コロナウィルスによるパンデミック、ロシアのウクライナ侵攻、そしてフレッチの逝去という3つの死の要素が本作に大きく影響を与えている。楽曲自体はフレッチの生前にはすべて出揃い『Memento Mori』というタイトルも決定していたが、彼の訃報を受けたことで、デイヴ、マーティン共にこれまでにない心境でレコーディングに向き合った。
2023年3月23日、サクラメントよりスタートしたアルバム・ツアーでは、フレッチが生前好きだったデペッシュ・モードの楽曲を演奏すると事前に告知され、またステージ後方のスクリーンには要所々々でフレッチの姿が大映しになるという演出も成されている。

## 影響
無名時代のデペッシュ・モードが、イエロー・マジック・オーケストラの追っかけをしており、イギリスの公演の時に何回も楽屋に押しかけて来て、しつこいくらいにあれこれ訊いてきたと、高橋幸宏が語った。
デペッシュ・モードが少年期に大きく影響を受けたのは、 エルヴィス・プレスリー、ヴェルヴェット・アンダーグラウンド、 クラフトワーク、 デヴィッド・ボウイ、 ニール・ヤング、ロキシー・ミュージック、スパークスやスージー・アンド・ザ・バンシーズ。

## 特徴
性的指向が曖昧な歌詞や、1980年代に特にマーティンが好んで身に付けたボンデージ風ファッションによって形づくられたバンド・イメージから、ゴスやゲイの間でも厚い支持を受けるアーティストである。彼らの独特の美意識は、主にドイツや北欧、ロシアを中心としたダーク・エレクトロ勢に受け継がれている。
『プレイング・ジ・エンジェル』製作以前までは、デイヴは自らを「マーティンの操り人形」と自虐的に言っていたが、自分のソロ作品『Paper Monsters』で作詞作曲を手がけたことにより、マーティンそして自らの立場に対する認識を改めたと述べている。

### エイプリル・フール
公式サイトでは2004年から2007年ごろまで、エイプリル・フールニュースが配信されるようになった。2007年はデイヴがレストランを開業すると報じられ（フレッチが一時期ガスコーニュ (Gascognes) というレストランを経営していた話にひっかけたもの）、2006年はザ・キュアーのロバート・スミスが『プレイング・ジ・エンジェル』のジャケットのデザインが自分のシルエットに似ているとアントン・コービンを訴えたなど、気をつけないとうっかり信じかねないニュースばかりが毎年出された。しかも性質が悪いことに4月1日ではなく前日に記述され、2004年のFCC（連邦通信委員会）がクラッキングされたというネタについてはラジオ局まで協力した。

## ディスコグラフィ

### アルバム
| タイトル                    | アルバム詳細 | アルバム詳細 | アルバム詳細 | アルバム詳細 | アルバム詳細        | アルバム詳細           | チャート最高位 | チャート最高位 | チャート最高位 | チャート最高位 | チャート最高位 | チャート最高位 | チャート最高位 | チャート最高位 | チャート最高位 | チャート最高位 | 認定                                                                         |
| タイトル                    | 発売日       | 発売日       | 発売日       | 発売日       | レーベル            | フォーマット           | UK             | AUS            | AUT            | FRA            | GER            | ITA            | NLD            | SWE            | SWI            | US             | 認定                                                                         |
| タイトル                    | 年           | 月           | 日           | ref          | レーベル            | フォーマット           | UK             | AUS            | AUT            | FRA            | GER            | ITA            | NLD            | SWE            | SWI            | US             | 認定                                                                         |
| --------------------------- | ------------ | ------------ | ------------ | ------------ | ------------------- | ---------------------- | -------------- | -------------- | -------------- | -------------- | -------------- | -------------- | -------------- | -------------- | -------------- | -------------- | ---------------------------------------------------------------------------- |
| Speak & Spell               | 1981         | 10           | 5            | [ 35 ]       | Mute, Sire          | CD, カセット, LP       | 10             | 28             | —              | —              | 49             | 99             | —              | 21             | —              | 192            | ゴールド=UK,GER,SWE                                                          |
| A Broken Frame              | 1982         | 9            | 27           | [ 39 ]       | Mute, Sire          | CD, カセット, LP       | 8              | —              | —              | 194            | 56             | 88             | —              | 22             | —              | 177            | ゴールド=UK                                                                  |
| Construction Time Again     | 1983         | 8            | 22           | [ 40 ]       | Mute, Sire          | CD, カセット, LP       | 6              | —              | —              | —              | 7              | —              | 32             | 12             | 21             | —              | ゴールド=UK,GER                                                              |
| Some Great Reward           | 1984         | 9            | 24           | [ 41 ]       | Mute, Sire          | CD, カセット, LP       | 5              | —              | 19             | —              | 3              | 32             | 34             | 7              | 5              | 54             | プラチナ=US,全米売上: 100万枚 ゴールド=GER,シルバー=UK                       |
| Black Celebration           | 1986         | 3            | 17           | [ 43 ]       | Mute, Sire          | CD, カセット, LP       | 4              | 69             | 26             | 19             | 2              | 17             | 35             | 5              | 1              | 90             | プラチナ=GER,ゴールド= FRA,US,全米売上: 50万枚 シルバー=UK                   |
| Music for the Masses        | 1987         | 9            | 28           | [ 45 ]       | Mute, Sire          | CD, カセット, LP       | 10             | 60             | 16             | 7              | 2              | 7              | 52             | 4              | 4              | 35             | プラチナ=FRA,US 全米売上: 100万枚 ゴールド=GER,SWE シルバー=UK               |
| Violator                    | 1990         | 3            | 19           | [ 46 ]       | Mute, Sire          | CD, カセット, LP       | 2              | 42             | 4              | 1              | 2              | 5              | 17             | 6              | 2              | 7              | プラチナ=FRA,GER,SWI, US(3×),全米売上: 300万枚 ゴールド=UK,AUT,SWE           |
| Songs of Faith and Devotion | 1993         | 3            | 22           | [ 49 ]       | Mute, Sire, Reprise | CD, カセット, LP       | 1              | 14             | 1              | 1              | 1              | 1              | 18             | 2              | 1              | 1              | プラチナ=US,全米売上: 100万枚 ゴールド=UK,AUT,FRA(2×), GER,SWI               |
| Ultra                       | 1997         | 4            | 14           | [ 50 ]       | Mute, Reprise       | CD, カセット, LP       | 1              | 7              | 5              | 2              | 1              | 2              | 17             | 1              | 4              | 5              | ゴールド=UK,FRA,GER,SWE, SWI,US,全米売上: 58.4万枚                           |
| Exciter                     | 2001         | 5            | 14           | [ 53 ]       | Mute, Reprise       | CD, カセット, LP, 配信 | 9              | 20             | 2              | 1              | 1              | 2              | 15             | 1              | 2              | 8              | プラチナ=GERゴールド=UK,AUT,FRA, SWE,SWI,US 全米売上: 42.6万枚               |
| Playing the Angel           | 2005         | 10           | 17           | [ 57 ]       | Mute, Sire, Reprise | CD, LP, 配信           | 6              | 45             | 1              | 1              | 1              | 1              | 11             | 1              | 1              | 7              | プラチナ=FRA,GER(2×),ゴールド=UK,AUT,SWE,SWI 全米売上: 41.8万枚              |
| Sounds of the Universe      | 2009         | 4            | 17           | [ 61 ]       | Mute, EMI           | CD, LP, 配信           | 2              | 32             | 1              | 2              | 1              | 1              | 7              | 1              | 1              | 3              | プラチナ=FRA,ITA,SWIゴールド=AUT,GER(3×),SWE シルバー=UK                     |
| Delta Machine               | 2013         | 3            | 25           | [ 65 ]       | コロムビア, ソニー  | CD, LP, 配信           | 2              | 16             | 1              | 2              | 1              | 1              | 3              | 1              | 1              | 6              | プラチナ=FRA,GER(3×),ITA, SWI,ゴールド=AUT,SWE 全米売上: 5.2万枚,シルバー=UK |
| Spirit                      | 2017         | 3            | 17           | ?            | コロムビア, ソニー  | CD, LP, 配信           | 5              | 14             | 1              | 1              | 1              | 1              | 4              | 3              | 1              | 5              | 全米売上: 6.2万枚                                                            |
| Memento Mori                | 2023         | 3            | 24           |              | コロムビア, ソニー  |                        | 2              | 36             | 1              | 1              | 1              | 1              | 3              | 1              | 1              | 14             |                                                                              |

### リミックス、ベストアルバム
- ザ・シングルズ '81-'85 / The Singles 81→85（1985年。1998年にボーナストラックを加えて再発）
- ザ・シングルズ '86-'98 / The Singles 86>98（1998年）
- リミックス 81-04 / Remixes 81-04（2004年）
- ザ・ベスト・オブ・デペッシュ・モード VOL. 1 / The Best of Depeche Mode Volume 1（2006年）
- リミックス2: 81-11 / Remixes 2: 81-11（2011年）

### ライブアルバム
- 101〜ライヴ・イン・パサディナ / 101（1989年）
- ソングス・オブ・フェイス・アンド・デヴォーション・ライヴ / Songs of Faith and Devotion Live（1993年）
- ライヴ・イン・ベルリン-サウンドトラック / Depeche Mode Live in Berlin（2011年）

## 日本公演
|                                        | 年   | 月 | 日     |                                  |
| -------------------------------------- | ---- | -- | ------ | -------------------------------- |
| Broken Frame Tour - British Voltage 83 | 1983 | 4  | 2      | 東京ピテカントロプス・エレクトス |
| Broken Frame Tour - British Voltage 83 | 1983 | 4  | 3      | 東京赤坂ニューラテンクォーター   |
| Some Great Reward Tour                 | 1985 | 4  | 7      | 東京厚生年金会館                 |
| Some Great Reward Tour                 | 1985 | 4  | 8      | 中野サンプラザ                   |
| Some Great Reward Tour                 | 1985 | 4  | 9      | 大阪厚生年金会館                 |
| Some Great Reward Tour                 | 1985 | 4  | 12     | 中野サンプラザ                   |
| Black Celebration Tour                 | 1986 | 7  | 21     | 大阪厚生年金会館                 |
| Black Celebration Tour                 | 1986 | 7  | 22     | 愛知厚生年金会館                 |
| Black Celebration Tour                 | 1986 | 7  | 23     | NHKホール                        |
| Music For The Masses Tour              | 1988 | 4  | 18     | 大阪フェスティバルホール         |
| Music For The Masses Tour              | 1988 | 4  | 19     | 愛知厚生年金会館                 |
| Music For The Masses Tour              | 1988 | 4  | 21, 22 | NHKホール                        |
| The World Violation Tour               | 1990 | 9  | 4      | 福岡市民会館                     |
| The World Violation Tour               | 1990 | 9  | 6      | ワールド記念ホール               |
| The World Violation Tour               | 1990 | 9  | 8      | 石川厚生年金会館                 |
| The World Violation Tour               | 1990 | 9  | 9      | 名古屋市公会堂                   |
| The World Violation Tour               | 1990 | 9  | 11, 12 | 日本武道館                       |

## エピソード
- デイヴは2回の離婚歴を経て、今は3人目の妻がいる。子供は3人。うち1人は最初の妻との間に生まれた息子ジャックで、もう1人の息子は今の妻の連れ子。今の妻との間にも娘が生まれ、溺愛していると公言している。最初の息子ジャックの名前は、デイヴが10歳の頃亡くなった育ての父ジャックからとった。
- マーティンは結婚していたが、『プレイング・ジ・エンジェル』発表の際、離婚調停に入っていることが明らかになり、2006年に正式に離婚した。子供が3人おり、長女ヴィヴァ・リーはマーティンのソロコンサートで父娘競演を果たし観客の喝采を浴びた。「Precious」は子供たちに向けたメッセージソングである。なお、マーティンは2011年に再婚している。
- フレッチに関してはプライベートの話題はほとんど伝わってこないが、結婚しており、娘と息子がいる。
- 2011年のサマーソニックにてフレッチが来日しDJを行った。東京公演は8月13日ソニックマニア、8月14日はサマーソニック大阪会場。
- デイヴ以外の二人はサッカーファンである。マーティンはアーセナルFC、フレッチはチェルシーFCのサポーター。2002年、アーセン・ベンゲル率いるアーセナルにプレミアリーグ制覇とFAカップ優勝の二冠達成の可能性が出てきた時、一切関心のないデイヴは呆れ半分で「もし二冠達成したら髪切って髭も剃ってやるよ」と約束した。結果、アーセナルは二冠を達成したため、公約通りデイヴは十年来伸ばしていた髪を切り髭を剃った。[注 13]

ちなみにサッカーがらみでは「Just Can't Get Enough」がセルティックFCや名古屋グランパスの応援歌（チャント）として同チームのサポーターに知られている。特にセルティックFCのものについてはシングルカットされ、タイ王国のダウン症の子供たちに向けた基金「The Good Child Foundation」に収益が使われた。フレッチはGoal.com（英語版）のインタビューで「僕たちはセルティックFCのサポーターが歌詞を忠実にチャントに使ってくれていることを誇りに思うよ。一番いいのは、彼らが僕らの歌のことを知っていることだね」と賛辞を述べた。
- マーティンといえば巻き毛の金髪がトレードマークだが、「Useless」のPVでは丸刈りになった姿を披露し、近年は短髪にしていることが多くなった。
- 屋敷豪太 は「Useless」のドラムパートの一部を担当した。
- 『コンストラクション・タイム・アゲイン』のジャケットでハンマーを振りかざしているのはダニエル・ミラー。
- インダストリアル・ロックのバンドPIGのリーダーで、日本では今井寿と藤井麻輝のユニットSCHAFTでの活動等で知られるイギリス人ミュージシャンのレイモンド・ワッツも数多くのデペッシュ・モード支持者のひとり。あるバーでデイヴとマーティンに偶然出会い、ありったけの賛辞を述べたが、当時のデイヴはドラッグ中毒真っ只中、マーティンもアル中と言った具合で、軽くあしらわれてしまったという。
- 2011年5月、Composition of Sound名義で録音されたという3トラック入りデモ・テープが、ブリッジハウスでダニエルミラーよりいち早く彼らを発掘し、ギグの機会を与えたテリー・マーフィーによってeBayに出品された。落札価格は2750ポンド、日本円で約37万円。
- カメラマンで長年付き合いのあるAnton Corbijn（アントン・コービン）の手により2021年、Taschen社から大型本が出版される。[73]